# Tiếp tuyến
Tiếp tuyến của một đường cong tại một điểm bất kỳ thuộc đường cong là một đường thẳng chỉ "chạm" vào đường cong tại điểm đó. Leibniz định nghĩa tiếp tuyến như một đường thẳng nối một cặp điểm gần nhau vô hạn trên đường cong. Chính xác hơn, một đường thẳng là một tiếp tuyến của đường cong y = f (x) tại điểm x = c trên đường cong nếu đường thẳng đó đi qua điểm (c, f (c)) trên đường cong và có độ dốc f '(c) với f ' là đạo hàm của f. Một định nghĩa tương tự áp dụng cho các đường cong không gian và các đường cong trong không gian Euclide n-chiều.
Khi tiếp tuyến đi qua điểm giao của đường tiếp tuyến và đường cong trên, được gọi là tiếp điểm, đường tiếp tuyến "đi theo hướng" của đường cong, và do đó là đường thẳng xấp xỉ tốt nhất với đường cong tại điểm tiếp xúc đó.
Tương tự như vậy, mặt phẳng tiếp tuyến của mặt cong tại một điểm nhất định là mặt phẳng "chỉ chạm vào" mặt cong tại điểm đó. Khái niệm tiếp tuyến là một trong những khái niệm cơ bản nhất trong hình học vi phân và đã được tổng quát hóa rộng rãi.

## Lịch sử
Euclid vài lần nói đến tiếp tuyến (ἐφαπτομένη) của một đường tròn trong quyển III của Elements (khoảng 300 TCN). Trong tác phẩm Conics (khoảng năm 225 TCN), Apollonius định nghĩa một đường tiếp tuyến như một đường thẳng sao cho không có đường thẳng nào khác có thể đứng giữa nó và đường cong.
Archimedes (khoảng 287 - 212 TCN) đã tìm ra tiếp tuyến với đường xoắn ốc Archimedes bằng cách xem xét đường đi của một điểm di chuyển dọc theo đường cong.
Trong thập niên 1630 Fermat phát triển kỹ thuật adequality để tính tiếp tuyến và các vấn đề khác trong vi phân và sử dụng cách tính này để tính toán tiếp tuyến cho hình parabol. Kỹ thuật adequality tương tự như tính sự khác biệt giữa {\displaystyle f(x+h)}và {\displaystyle f(x)} và chia nó cho {\displaystyle h}. Độc lập với Fermat, Descartes cũng sử dụng phương pháp chuẩn hóa dựa trên quan sát rằng bán kính của một vòng tròn luôn luôn chuẩn hóa với đường tròn.
Những phương pháp này dẫn đến sự phát triển của vi phân trong thế kỷ 17. Nhiều người đã đóng góp, và Roberval phát hiện ra một phương pháp tổng quát cho việc vẽ tiếp tuyến, bằng cách xem xét một đường cong như một điểm di chuyển mà chuyển động của nó là kết quả của một số chuyển động đơn giản. René-François de Sluse và Johannes Hudde đã tìm ra thuật toán đại số để tìm ra các đường tiếp tuyến. Những phát triển sau đó bao gồm những thành tựu của John Wallis và Isaac Barrow, đã dẫn đến lý thuyết của Isaac Newton và Gottfried Leibniz.
Một định nghĩa năm 1828 của tiếp tuyến là "đường thẳng chạm vào đường cong, nhưng không cắt nó". Định nghĩa cũ này làm cho điểm uốn của đường cong không có tiếp tuyến. Định nghĩa này đã bị loại bỏ và định nghĩa hiện đại tương đương với định nghĩa của Leibniz, người đã xác định tiếp tuyến như một đường thẳng nối một cặp điểm gần nhau vô hạn trên đường cong.

## Tiếp tuyến của một đường tròn

Một tiếp tuyến, một dây cung, và một đường thẳng cắt đường tròn

Quan niệm trực quan rằng một đường tiếp tuyến "chạm vào" một đường cong có thể được làm rõ hơn bằng cách xem xét trình tự các đường thẳng đi qua hai điểm, A và B, những đường nằm trên đường tròn. Tiếp tuyến tại A là giới hạn khi điểm B xấp xỉ hoặc có xu hướng tiến tới A. Sự tồn tại và độc nhất của đường tiếp tuyến phụ thuộc vào một độ trơn toán học nhất định, gọi là "tính khả vi". Ví dụ, nếu hai vòng cung tròn gặp nhau tại một điểm nhọn (đỉnh) thì không có một tiếp tuyến được xác định duy nhất ở đỉnh nhọn bởi vì giới hạn của các đường AB phụ thuộc vào hướng mà điểm "B" tiếp cận đỉnh nhọn.
Ở hầu hết các điểm, tiếp tuyến tiếp xúc với đường cong mà không cắt qua nó (mặc dù nó có thể, khi tiếp tục, cắt đường cong ở những nơi khác cách xa tiếp điểm). Một điểm mà đường tiếp tuyến (tại thời điểm đó) cắt qua đường cong được gọi là điểm uốn. Đường tròn, parabol, hyperbol và hình bầu dục không có điểm uốn, nhưng các đường cong phức tạp hơn, như đồ thị của một hàm bậc ba, có đúng một điểm uốn, hoặc một đường sinusoid, có hai điểm uốn cho mỗi giai đoạn của sine.
Ngược lại, đường cong có thể nằm hoàn toàn ở một bên của một đường thẳng đi qua một điểm trên nó, và đường thẳng này không phải là một tiếp tuyến. Ví dụ trường hợp đối với một đường đi qua đỉnh của một tam giác và không cắt tam giác - và đường tiếp tuyến không tồn tại vì những lý do được giải thích ở trên. Trong toán hình học lồi, các đường như vậy được gọi là đường hỗ trợ.

## Tham khảo

Ở mỗi điểm, đường tiếp tuyến di chuyển luôn tiếp xúc với đường cong. Độ dốc của nó là đạo hàm; Dấu hiệu màu xanh lá cây là đạo hàm dương, màu đỏ là đạo hàm âm và màu đen là điểm đạo hàm bằng 0. Điểm (x, y) = (0,1) trong đó đường tiếp tuyến cắt đường cong, không phải là cực đại hoặc cực tiểu, mà là điểm uốn của đường cong.

## Phương trình tiếp tuyến của đồ thị hàm số
Cho hàm số {\displaystyle y=f(x)} có đồ thị là đường cong (C), khi đó phương trình tiếp tuyến của đồ thị tại điểm {\displaystyle M(x_{0};f(x_{0}))} là {\displaystyle y=f'(x_{0})(x-x_{0})+f(x_{0})}